# Рибчинський Олег Валерійович
Олег Валерійович Рибчинський (нар. 2 січня 1970, Мацошин, УРСР) — український художник, архітектор, дослідник, доктор архітектури (2017), доцент.

## Життєпис
Олег Рибчинський народився 2 січня 1970 року у селі Мацошині, нині Жовківської громади Львівського району Львівської области України.
Закінчив архітектурний факультет Державного університету «Львівська політехніка» (1994). Працював художником-сценографом вистав Львівського академічного театру імені Марії Заньковецької; нині — доцент катедри архітектури та реставрації Інституту архітектури Національного університету «Львівська політехніка».

## Доробок
Автор 25 наукових публікацій.
Сфера наукових зацікавлень — архітектурна спадщина ринкових площ міст та містечок Галичини, Волині та Поділля.
Книги:
- «Станиславівські ратуші» (2011, співавтор)[3],
- «Язловець — 640. Історія. Архітектура. Туризм» (2013, співавтор Руслан Підставка)[4],
- «Чаргород» (2013, ілюстратор)[5],
- «Ринкові площі історичних міст України» (2017)[6],